# Lápi szitakötő
A lápi szitakötő (Leucorrhinia pectoralis) a laposhasú acsák családjába tartozó, Európában és Nyugat-Szibériában elterjedt szitakötőfaj.

## Megjelenése
A lápi szitakötő testhossza 35–45 mm, szárnyfesztávolsága 55–65 mm között van. Homloka fehér, szemei barnák. A hátsó szárny tövében kis fekete folt figyelhető meg. Szárnyjegye fekete. A hímek torának közepe és potroha első szelvényei vörösbarnák. Potroha fekete alapszínű, amin felül szelvényenként nagy, sárga, idősebb korban barnává besötétedő foltokat lehet megfigyelni, egészen a hetedik szelvényig, amelyen feltűnő citromsárga folt található. A nőstények potrohán a foltsorozat élénksárga marad, esetleg az idős példányoknál a 7. szelvény foltja kivételével narancsszínűvé sötétedik.
A lárva 21–23 mm hosszú, világosbarna. Potroha 3-8. szelvényén háti, a 8-9. szelvényen oldalsó tüskék találhatóak. 

## Elterjedése
Európában és Nyugat-Szibériában elterjedt faj. Keleten kb. Novoszibirszkig és az Altájig, délkeleten a Kaukázusig és Kis-Ázsiáig terjed az élettere. Közép- és Észak-Európában viszonylag gyakori, bár a 20. században erősen visszaestek a populációi, a 2000-es évekre stabilizálódott a helyzete. Magyarországon szórványosan az egész országban megtalálható. Létszáma erős fluktuációt mutat. Egyes években a kisvizek csökkenése, lápok kiszáradása, a csapadékhiány miatt mindössze 20-30 egyedre becslik létszámát.   

## Életmódja

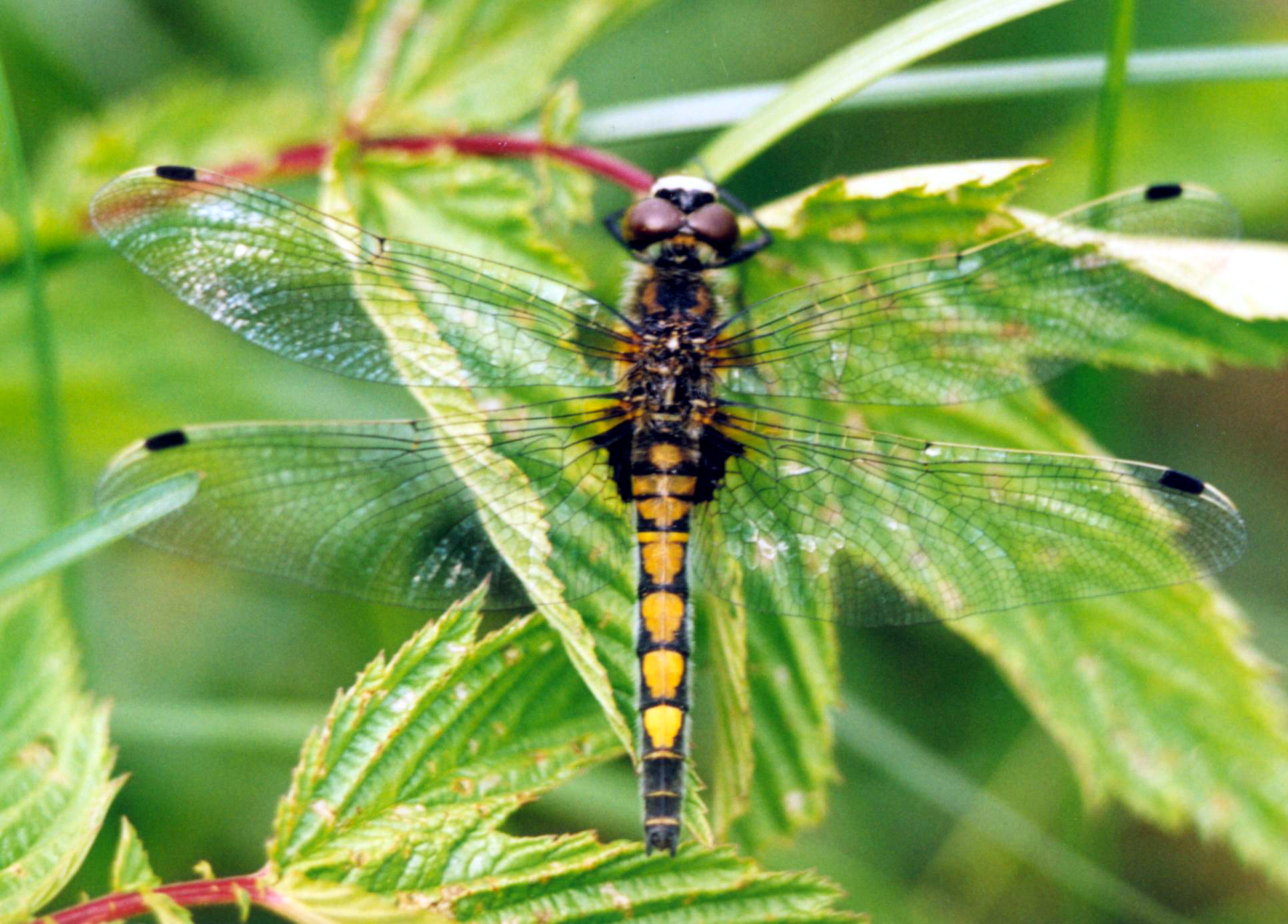
Nőstény lápi szitakötő

Lárvája síkvidéki, gazdag növényzetű, esetleg eutrofizálódott, kissé savas kémhatású sekély tavakban, lápokban, holtágakban él. Nagyobb tavak esetén is inkább a nád által körbezárt kisebb vízfelületeket részesíti előnyben, de a teljesen benőtt vizeket kerüli. Nappal aktív és emiatt a halak könnyen megfoghatják. A lárva két évig fejlődik és viszonylag korán, május elejétől kezdi meg az átalakulást. Az imágók májustól július közepéig repülnek. A párzási időszakban a hímek kiugró ágakra, nádszálakra telepedve figyelik territóriumukat és a feltűnő potenciális versenytársakat elkergetik. A párzás a levegőben kezdődik és a növényekre telepedve fejezik be; kb 15-25 percig tart. A nőstény rögtön utána lerakja petéit, amelyekből hat hét múlva kelnek ki a lárvák.    
Magyarországon védett, természetvédelmi értéke 100 000 Ft.